# 西伊拉塞马
西伊拉塞马是巴西巴拉那州的一个市镇。总面积81.538平方公里，总人口2604人，人口密度31.9人/平方公里。